# Стефанов Олександр Вікторович
Олександр Вікторович Стефанов (18 вересня 1950, Макіївка — 28 листопада 2007, Київ) — український науковець-фармаколог, академік Академії медичних наук України, лауреат Державної премії України.

## Біографія
Народився 18 вересня 1950 року в Макіївці. У 1973 році закінчив Одеський медичний інститут (тепер — Одеський державний медичний університет) ім. М. Пирогова за фахом «лікувальна справа». Працюючи лікарем-терапевтом у районній лікарні, водночас серйозно займався науковими дослідженнями. У 1975 році захистив кандидатську дисертацію з питань фармакологічної дії інгібіторів протеолітичних ферментів.
У період 1975–1992 років працював у науково-дослідних установах Національної академії наук України — Інституті фізіології ім. О. О. Богомольця та Інституті біохімії ім. О. В. Палладіна — над проблемами нейрофізіології і біохімії біологічних мембран. У 1988 році захистив докторську дисертацію, присвячену фундаментальним дослідженням ліпосом.
З 1992 року і до останніх днів життя О. В. Стефанов — директор Інституту фармакології і токсикології АМН України, де також керував відділом експериментальної терапії; у 2000–2005 роках очолював Державне підприємство «Державний фармакологічний центр».

Могила Олександра Стефанова

Помер 28 листопада 2007 року. Похований в Києві на Лісовому кладовищі.

## Наукова і громадська діяльність
Наукова діяльність Олександра Стефанова була спрямована на вирішення фундаментальної проблеми регуляції процесів клітинного метаболізму біологічно активними речовинами прогнозованої природи. Одним з перших у світі передбачив і підтвердив статус ліпосомальних систем не лише як носіїв лікарських засобів, але й як самостійних політропних факторів фармакокорекції патологічних станів організму. Результати цих робіт стали фундаментом розвитку нового сучасного розділу фармакологічної науки — ліпосомофармакології. Ним, одним з перших в країнах СНД, розпочаті і успішно розвиваються дослідження світової проблеми фармакокорекції ендотелій-залежних судинних реакцій та метаболізму оксиду азоту, в умовах пошкоджуючої дії гіпоксії. Оригінальна концепція про сполучену та взаємопідсилюючу роль гіпоксії і перекисного окислення ліпідів в патологіях серцево-судинної та дихальної систем, стали надійною основою для створення антигіпоксично-антиоксидантного препарату «Ліпін» — першого у світі промислово освоєного ліпосомального лікарського засобу.
Автор 275 наукових праць в тому числі 21 патента. Підготував 8 докторів та кандидатів наук.
Президент Всеукраїнської громадської організації «Асоціаціїя фармакологів України», голова проблемної комісії «Фармакологія», член наукової ради при Президії АМН України, головний редактр наукового журналу «Ліки», член редакційних рад низки наукових видань.
Основні наукові праці:
- «Сучасні принципи спрямованого транспорту лікарських засобів. Ліпосомальні транспортні системи»(1998 р.);
- «Медикаментозне забезпечення населення: проблеми і перспективи їх розв'язання»(2001 р.);
- «The EDHF-dependent but not NO-dependent component of the acetilcholine-induced relaxation of the rabbit aorta is resistant to ionized radiation»(2000 р.);
- «Harwood Academic Publishers»(2001 р.);
- «цГМФ-незалежний вплив оксиду азоту на скоротливу активність і вміст внутрішньоклітинного Са2+гладеньких м'язів хвостової артерії щура»(2001 р.).